# Василенко, Борис Анатольевич
Борис Анатольевич Василенко (18 сентября 1940, Ростов-на-Дону — 2017, Ивано-Франковск) — советский и украинский историк, археолог. Ведущий специалист по античной археологии и греческой керамике северного Причерноморья.

## Биография
Родился 18 сентября 1940 года в Ростове-на-Дону. В школьные годы заинтересовался археологией, на выбор профессии повлияли интересы семьи и любовь к чтению. В 1965 году окончил исторический факультет Киевского университета имени Тараса Шевченко.
Ещё во время учёбы с 1960 по 1962 год работал в отделе археологии Ялтинского краеведческого музея. С 1965 года — старший научный сотрудник Бахчисарайского историко-археологического музея. Параллельно поступил в аспирантуру Одесского университета имени Ильи Мечникова. Научным руководителем работы стал доктор исторических наук, профессор П. О. Карышковский.
В 1972 году в Институте археологии АН СССР в Москве успешно защитил кандидатскую диссертацию на тему исследования «Керамические клейма из побережья Днестровского лимана как источник для изучения торговых связей Северо-Западного Причерноморья с греческим миром. (V—III века до нашей эры)».
Благодаря знаниям греческого языка, исследовал неизвестные керамические клеймения греческих поселений и их влияние на северо-западную часть черноморского бассейна.
С 1968 г. начал работать на кафедре всеобщей истории Прикарпатского университета. С 1977 года — доцент кафедры всеобщей истории. Вместе со студентами в 1970-е годы создал археологический музей, существующий по сей день.
С 1985 по 1989 год — научный сотрудник Ивано-Франковского краеведческого музея. С 1989 года — глава Днестровской спасательной археологической экспедиции Института археологии НАН Украины. В 1980 и 1990 совместно с Богданом Томенчуком и Игорем Кочкиным провел исследование Калущины, где продолжили археологическую работу, которую проводил Ярослав Пастернак. В период с 1987 по 1988 год Томенчук и Василенко обнаружили более 1500 археологических памятников.
В научном наследии Бориса Анатольевича — исследование более 230 памятников культур и открытие 150 памятников трипольской культуры. Подготовил археологическую картотеку «Свод памятников истории и культуры Украины». С 2000 года — на пенсии.
Автор ряда статей, посвященных античной и первобытной археологии. В частности, посвящены Буковна V, Виктория I, XV, Марковцы И. Умер в 2017 году в Ивано-Франковске.

## Личная жизнь
Жена Светлана Петровна Василенко (1945), в браке двое детей Олег (1968) и Александр (1984). Владел латинским, греческим и английским языками.проживал в городе Ивано-Франковск, на улице Героев Крут 6, кв 5

## Публикации
- Заметки о гераклейских клеймах // Советская археология. — 1970. — № 3. — С. 217—224; К вопросу о датировке синопских клейм // Советская археология. — 1971. — № 3. — С. 225—250;
- Клейма на амфорах типа Солоха-II. // Советская археология. — 1971 . — № 2. — С.242
- К вопросу о датировке синопских клейм // Советская археология. — 1971. — № 3. — С. 225—250
- Древнегреческие керамические клейма, найденные на восточном берегу Днестровского лимана // Материалы по археологии Северного Причерноморья. — 1971. — № 7. — С. 137—149;
- Заметки о древнегреческих керамических клеймах // Советская археология. — 1973. —№ 3. — С.233
- Исследования в Ивано-Франковской области // Археологические открытия 1982 года. — М., 1985. — С. 247—248;
- Исследования в Ивано-Франковской области // Археологические открытия 1985 года. — М., 1987. С. 313—314;
- Работы в Галичском районе // Археологические открытия 1984 года. — М., 1986. — С. 221
- Работы в Прикарпатье // Археологические открытия 1985 года. — М., 1987. — С. 314—315